# هنری بروگام
هنری بروگام (انگلیسی: Henry Brougham; ۸ ژوئیهٔ ۱۸۸۸ – ۱۸ فوریهٔ ۱۹۲۳) بازیکن کریکت، و بازیکن راگبی ۱۵ نفره اهل پادشاهی متحد بریتانیای کبیر و ایرلند بود.